# G-Star RAW

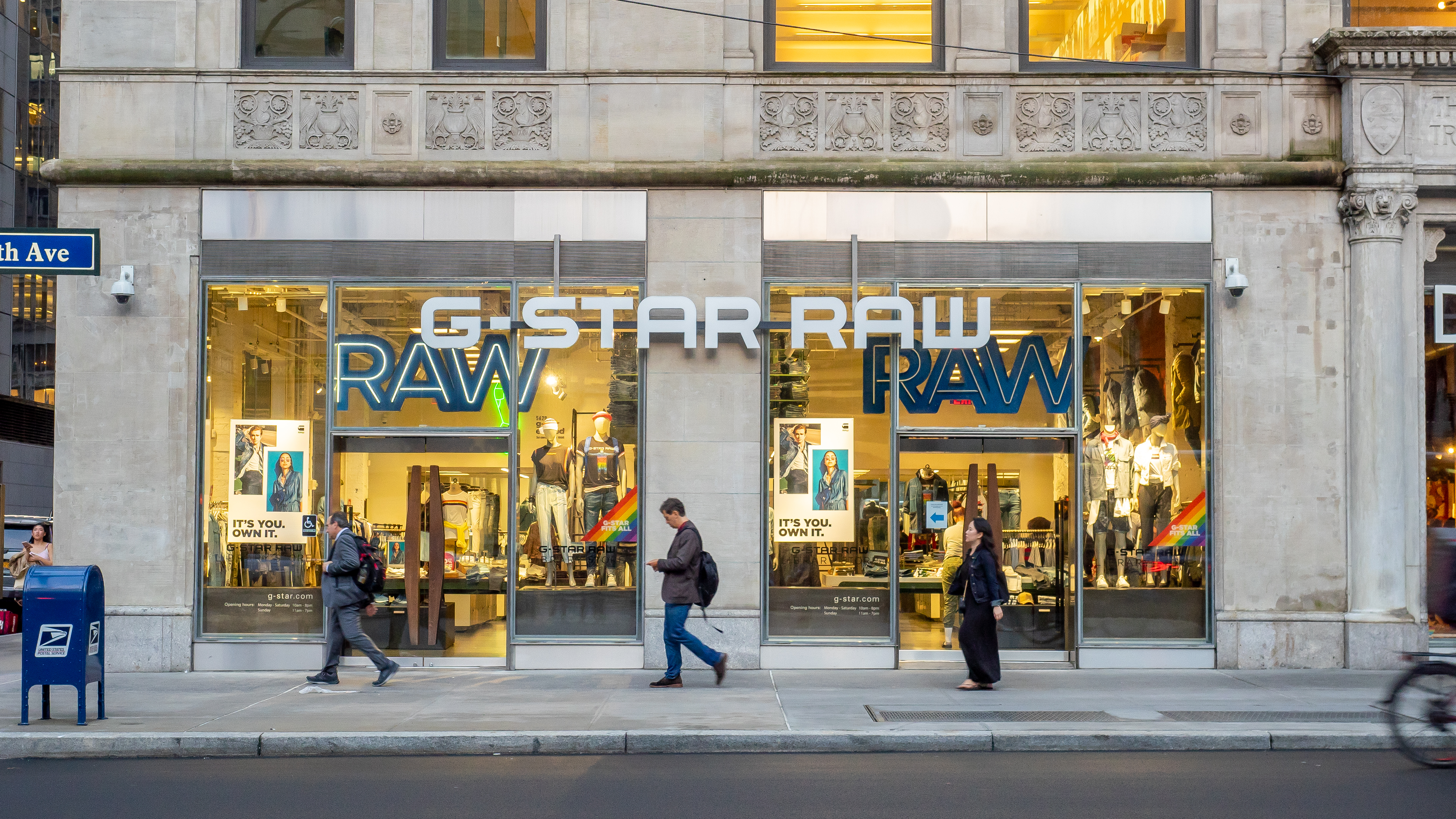
ニューヨーク

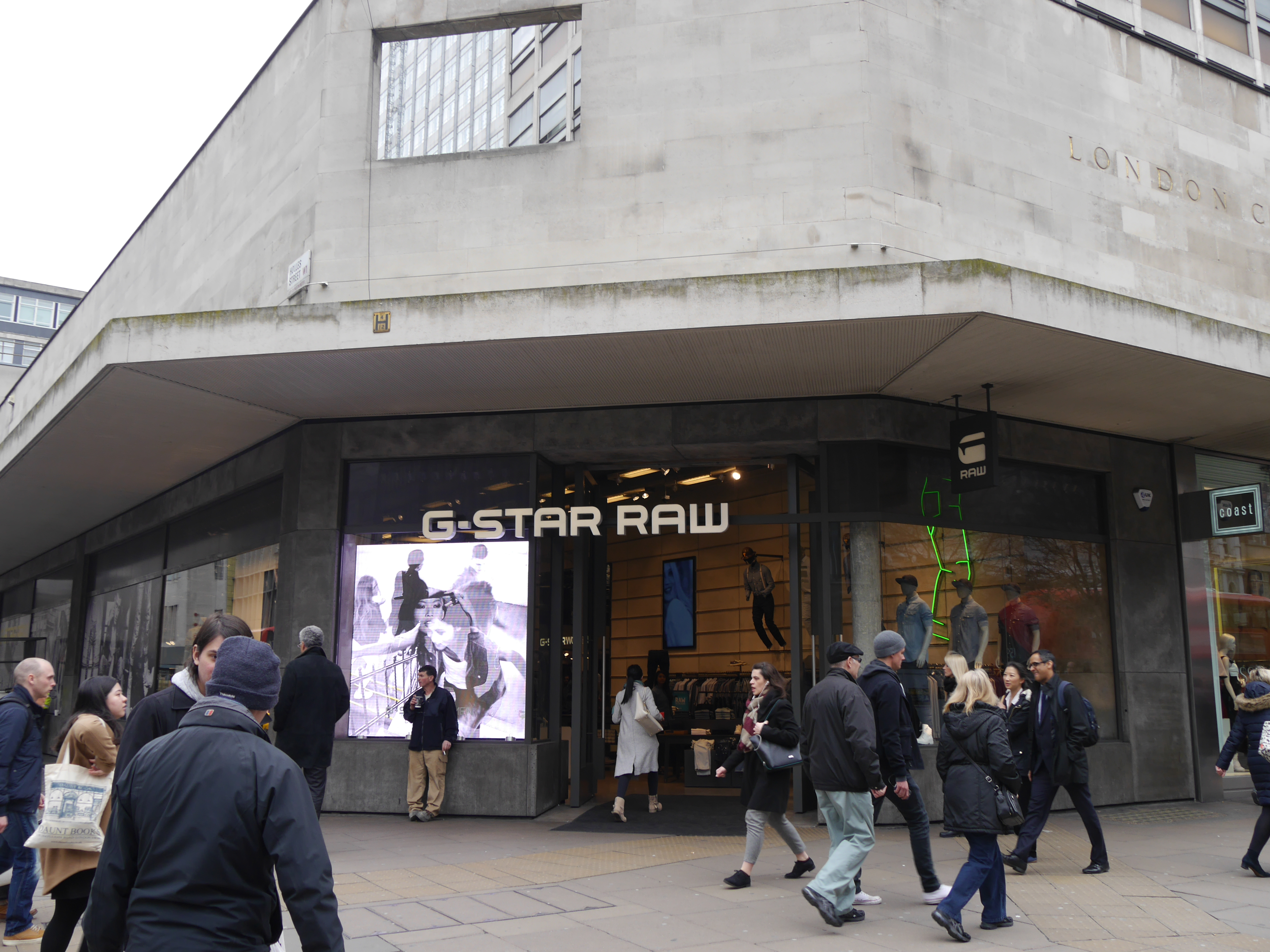
ロンドン

G-Star RAW（ジースター・ロゥ）は、1989年に設立されたオランダのアパレル企業である。
GapStarという名前であったが、同じアパレル企業「GAP」との混同を避けるために、海外に行くときに名前を「G-Star RAW」に変更することにした。ブランドとしては生デニムの製造を専門としている。ほとんどの製品のデザインは世界中のヴィンテージのミリタリーアパレルから影響を受けている。